# François Bernard (acteur)
Pour les articles homonymes, voir Bernard et François Bernard (homonymie).
François Bernard, né en 1914 à Gand (Belgique) et mort en 2003, est un acteur belge.

## Filmographie partielle

### Au cinéma
- 1945 : Illusions du bonheur : Karel
- 1958 : Het meisje en de madonna : Dr. F. Van Bergen
- 1960 : De zaak M.P.
- 1966 : L'Homme au crâne rasé : Judge Brantink
- 1971 : Mira
- 1977 : De spoken van de Torenburcht

## Acteur de radio
- De vertraagde film (Herman Teirlinck - Frans Roggen, 1967)
- Een bruiloftsdag  (Paolo Levi - Herman Niels, 1970)
- Kaïn die van nergens kwam (Charles Pascarel - Jos Joos, 1970)
- God Pomerantz (Ephraim Kishon - Jos Joos, 1973)
- Sleutelscène (Peter Hemmer - Frans Roggen, 1974)
- Verloop van een ziekte (Klas Ewert Everwyn - Herman Niels, 1978)
- Gedachten aan moord (Paul Barz - Jos Joos, 1979)